# Margariti
Margariti (görögül: Μαργαρίτι) falu és egykori község Thesprotiában, Epiruszban, Görögországban. A 2011-es önkormányzati reform óta Igumeníca község része, amelynek önkormányzati egysége. Az önkormányzati egység területe 149,223 km². Lakossága 2491 fő (2011).

## Neve
A Margariti helynév (görögül: Μαργαρίτι) feltehetően Margaritosztól, a Szicíliai Emirátus kalózától származik, akinek a keresztes normannok a 12. században átadták birtokaikat a Jón-tenger partján. A helynév bizonytalan eredetű, és a 16. században fordul elő először. Az albán beszédben Margëlliç, az oszmán törökben pedig Margliç néven ismert.  Ezt a formát 1611 óta tanúsítják, amikor a párgai Gjon Mekuli arról számolt be a velenceieknek, hogy Marghelicit pestis sújtotta. A történelmi dokumentumok szinte mindig a Margariti formát használják.

## Története
A modern település környékén különféle ókori leletek kerültek elő. Lehetséges, hogy Margaritit a 16. század előtt alapították.
Az oszmán Margariti erőd a 16. század első felében épült. A város volt Mazaraki náhije közigazgatási központja, amelyet 1551-ben Margaritira neveztek át. A név a régióban élt albán Mazërreku klánra utal. 1551-ben 38, 1613-ban 35 faluja volt.  Magának Margaritinak 1551-ben 17 háztartása volt, 1613-ban pedig 20. A korabeli velencei–oszmán határvidéken feküdt. A Paramythia, Parakalamosz és Margariti területén élőket kifejezetten zaklatták a velenceiek és a velencei Korfu lakói, megszegve az 1540-es oszmán–velencei szerződést. Egy 1551-es anyakönyvben Margariti lakottként szerepel: összesen 17 fő, ebből 14 háztartásfő és 3 legény. A feljegyzett antroponimák szinte kizárólag albán jellegűek voltak: Duka Bruni ; Spani Deda ; Gjon Ilia ; Qesar Dhima ; Menksh Leka ; Tupe (Popa) Todri ; Gjin Jorga ; Popa Brushi ; Gjin Gjoni ; Gjon Jani ; Andria Qesari ; Gjin Popa (Tope) ; Jani Nika ; Papa Mihali ; Gjon Shorri ; Gjon Nika.
1570-ben Girolamo Zane velencei parancsnok sikertelenül megtámadta Margariti erődjét.  1571-ben egy csoport margariti albán Korfura utazott, és segítséget kért Margariti erődjének elvételéhez az oszmánoktól. Korfu velencei kormányzója kezdetben úgy értékelte, hogy a csoport ereje túl kicsi (200-250 fő) a támadáshoz. A lepantói csata után a fegyveres egységek döntő támogatást nyújtottak Margariti második ostrománál (1571. november 10–14.); Petrosz Lancasz forradalmi vezér a katonai megmozdulások megszervezésével és a környező térség lakossága együttműködésének biztosításával vált kulcsfigurává.
Egy nagyobb haderő, amelybe párgai és paramüthiai helyi csoportok is tartoztak Sebastiano Venier velencei parancsnok vezetése alatt, megtámadták Margariti erődjét, amelyet négynapos ostrom után elfoglaltak és felégettek. Margariti bukása mély hatást gyakorolt a nyugati keresztény államokra, valamint az oszmán uralom alatt élő Epirusz görög lakosságára. Velence festményt rendelt a Dózse-palotához, hogy megemlékezzen a Margariti erőd pusztulásáról. Ez volt az egyik utolsó velencei behatolás az oszmán területre, és a következő évtizedekben a régió nem szerepelt csatatérként.
A helyi muszlim hittérítők Margaritiban a 16. században jelentek meg. Psimuli (2016) megjegyzi, hogy a helyi középkori albán Mazaraki klánból származó Margariti gárda iszlámra való áttérését 1571 előtt kellett befejezni. Egy évszázaddal később (1670), amikor Evliya Çelebi átutazott Margaritin, megjegyezte, hogy fellegvárában 200 ház található, további 1200 pedig a körülötte kialakult városban. Ebben az időben Margariti lakossága jórészt áttért az iszlámra. Çelebi két mecsetet látott a városban, de keresztény templomokat nem. Margariti helyzete a velencei–oszmán határon súrlódásokat okozott, mivel Velence és az albán margariti bégek érdekei ütköztek a Párga és a szárazföld közötti mezőgazdasági terület ellenőrzése tekintetében. Az oszmán korban a Margariti kaza központja volt, ahol görög és albán nyelvű közösségek laktak. Ebben a korszakban tűnt fel a helyi albán Çapari család. A 18. század végére annak vezető alakja, Hasan Çapari birtokolta Fanari teljes síkságát (Margarititől délre).  A cham albán margariti és paramüthiai földesurak konfliktusban álltak Ali Tepeleni yanninai pasával a Yanina pasalik korszakának nagy részében.
1913 februárjában Margaritit elfoglalta a görög hadsereg, és a londoni szerződést követően az csatlakozott Görögországhoz. Ebben az időszakban a régió összes falusi vénje összegyűlt, és kijelentették, hogy ellenállnak a terület Görögországba való beillesztésének, miközben néhány helyi bég készen áll a görög irányítás elfogadására. Abban az időben a város vegyes lakosságú görögök és cham albánok élték. A chameket az ELAS kiutasította a városból a chami tengely megszálló erőivel való együttműködésük miatt. A 19. század közepétől a városba irányuló népességmozgások meggyengítették a muzulmán elitet, és az 1920-as években a korábbi albán többségű városok fokozatos hellenizálódásához vezettek. A két háború közötti időszakban Margariti a Cham-albán közösség fontos városai közé tartozott, amely Chameria görög részének tengerparti régiójában található, és az albán nyelvterület központja volt.
A tengelyhatalmak megszállásának kezdetén, amint a várost az olasz fasizmus csapatai elfoglalták (1941), a fegyveres cham albán csoportok J. Sadik vezetésével számos atrocitást és mészárlást követtek el. Szinte az összes Cham albán Margariti emlékmű megsemmisült a második világháború alatt. A háború végén a régió legtöbb muszlim családját a náci német utasítások alapján Ioanninától északra telepítették át. A Margariti régió Mazarakival együtt az elsők között állított fel ellenállási egységeket Thepsrotiában a muszlim cham albán csoportok tevékenységének kezelésére.

## Tartomány
Margariti tartomány (görögül: Επαρχία Μαργαριτίου) Thesprotia prefektúra egyik tartománya volt. Területe megegyezett a jelenlegi Margariti és Perdika önkormányzati egységek területével. 2006-ban megszüntették.

## Nevezetes lakosai
- Hamdi Çami, Préveza képviselője az oszmán parlamentben
- Jakup Veseli, a Chameria képviselője a vlorai kongresszusban, az albán függetlenségi nyilatkozat aláírója.[31]
- Konstantinosz Zakasz (1916–1986) görög hadseregtábornok.[32]

## Fordítás
- Ez a szócikk részben vagy egészben  a   Margariti című angol Wikipédia-szócikk ezen változatának fordításán alapul.  Az eredeti cikk szerkesztőit annak laptörténete sorolja fel. Ez a jelzés csupán a megfogalmazás eredetét és a szerzői jogokat jelzi, nem szolgál a cikkben szereplő információk forrásmegjelöléseként.